# 超人前传 (第二季)
《超人前傳》（英語：Smallville）是美國WB電視台播出的電視劇，講述氪星人克拉克·肯特早年生活中的經歷及冒險。該劇由阿爾弗雷德·高夫與麥爾斯·米勒主創，第二季的首集《漩渦》（Vortex）於2002年9月24日首播，季終集《出走》（Exodus）則於2003年5月20日播出，全季共包含23集。在第二季中，克拉克逐漸了解了自己的身世，且與拉娜·藍越來越親密，與克洛·蘇利文日漸疏遠。此外，彼得·羅斯在該季中得知了克拉克的秘密。主要演員包含湯姆·威靈、克莉斯汀·克魯克、麥可·羅森巴姆、山姆·瓊斯三世、艾莉森·麥克、安妮特·奧圖勒與約翰·施奈德等人。多次出演第一季的約翰·葛洛佛改為主要演員；而在第一季結束後，飾演惠特尼·福特曼的艾瑞克·強森退出了主演的行列，在劇情編排上也改正了第一季的「單集反派」與一集一個故事主軸的公式化路線，從本季開始加深了集數之間的連續性，每集之間雖然表面看似獨立，但實際上卻隱藏著主線在其中，此故事路線從本季開始沿用到最終季。
在第二季開播前，高夫與米勒組織了一個編劇團隊，協助構思劇情，最終，他們決定讓兩名新角色進入克拉克的生活中——維吉爾·史皇博士和克拉克的生父喬·艾爾。這兩名角色分別由克里斯多福·李維與泰倫斯·史坦普詮釋。兩人皆曾出演過《超人》系列電影，李維飾演超人，而史坦普則出演薩德將軍。特效公司Entity FX負責製作該季中大部分的特效。第二季的表現優於上一季，平均每集皆有630萬人收看，而上一季則是590萬人。該季在根據尼爾森收視率列出的收視人次排名中名列第113名，超越上一季的第115名。第二季的DVD於2004年5月18日發布。

## 集數
| 總集數 | 集數 | 標題       | 導演              | 編劇                                                                | 首播日期       | 製作代碼 | 美國收視 （百萬） |
| --- | ---- | ---------- | ----------------- | ------------------------------------------------------------------- | -------------- | -------- | ----------------- |
| 22 | 1    | 漩渦       | 格雷格·貝蒙       | 電視劇：菲利普·李文斯 故事：阿爾弗雷德·高夫、麥爾斯·米勒            | 2002年9月24日  | 175051   | 8.7               |
| 延續第一季季終集《暴風雨》的劇情，克拉克救起了被捲入龍捲風的拉娜，將她送去醫院。當他去找家人時，發現藏在地窖的太空船不見了，並得知強納森為了追逐試圖揭發克拉克秘密的羅傑·尼克森（Roger Nixon，湯姆·奧布萊恩飾演）而衝了出去。路德豪宅的天花板塌陷時，萊克斯正猶豫要不要救他的父親。事後他對此感到深深的自責。萊克斯決定盡快動手術，不要讓李涅癱瘓。手術最終成功了，但李涅失明了。從天而降的流動房屋堵住了強納森與尼克森陷入的墓穴的入口。克拉克在兩人缺氧而死前趕到，但墓穴的隕石使他無力。尼克森利用這個弱點綁架克拉克。強納森追了上去，但在與尼克森打鬥時處於下風。在尼克森試圖殺害強納森時，萊克斯出手射殺了尼克森。                                       |      |            |                   |                                                                     |                |          |                   |
| 23 | 2    | 熱力       | 詹姆斯·馬歇爾     | 馬克·佛海登                                                         | 2002年10月1日  | 175052   | 8.1               |
| 在一波熱浪中，克拉克擁有了新的能力——從眼睛釋放出熱能。克拉克很快便發現，這項能力是在他受到性刺激時才會顯現出來。隨著強納森的協助，克拉克逐漸懂得控制他的新能力。同時，萊克斯與德瑟瑞·艾金斯（Desirée Atkins，克麗絲塔·艾倫飾演）結婚，艾金斯也是克拉克的新生物學老師。德瑟瑞因受隕石的影響而能夠增加她散發出的費洛蒙，進而控制他人。德瑟瑞試圖在課堂上誘惑克拉克，希望他能聽命於她，但克拉克毫無感覺。因此，德瑟瑞轉而誘惑強納森，控制他去殺死萊克斯，讓她能夠繼承萊克斯的財產。克拉克出手阻止了一切。 |      |            |                   |                                                                     |                |          |                   |
| 24 | 3    | 兩面三刀   | 史蒂夫·麥納       | 陶德·史拉夫金、戴倫·史維莫                                          | 2002年10月8日  | 175053   | 8.8               |
| 彼得無意間發現在暴風雨時落在玉米田的太空船，並計劃將故事出售給媒體。克拉克不顧父母的反對，決定告訴彼得他的秘密，以確保彼得不告訴任何人太空船的事。比起克拉克身為外星人的秘密，彼得更氣克拉克不對他坦白。史蒂芬·漢彌頓博士（Dr. Steven Hamilton，喬·莫頓飾演）因過度暴露於隕石之下而染上怪病，他偷走了太空船。當萊克斯拒絕相信他發現太空船時，漢彌頓博士轉而尋求萊諾的支持。發覺太空船需要用到鑰匙來開起後，漢彌頓博士綁架彼得，拼命尋找鑰匙的下落。漢彌頓博士威脅彼得的生命，千鈞一髮之際，克拉克趕到拯救了彼得。漢彌頓博士因被克拉克擊飛而打翻隕石製成的液體，吸入皮膚後加重了症狀而死。將太空船運回肯特農場後，克拉克與彼得言歸於好。                               |      |            |                   |                                                                     |                |          |                   |
| 25 | 4    | 紅色氪石   | 傑夫·伍爾諾       | 傑夫·羅伯                                                           | 2002年10月15日 | 175054   | 8.9               |
| 克拉克違反父親的意願，買下一枚價格不斐的戒指。殊不知，戒指鑲著一顆他前所未見的紅色隕石。紅色隕石影響了克拉克的心理，使他不再束縛自己的想法和行為。克拉克的行為開始變得脫序。克拉克在一次約拉娜出去約會時，拉娜表示她不喜歡他最近反常的表現，於是他約了另外一名女孩。他表達了他對父母的憤慨，不滿他們強迫自己過著農村生活，克拉克決定離開斯莫維爾鎮，用自己的能力賺大錢。彼得和強納森協力圍住克拉克，用綠色隕石使他無力，接著強納森揮起大錘將戒指擊碎。事後，克拉克試圖向父母道歉，但強納森懷疑那些話和那些行為正是克拉克的真實想法。 |      |            |                   |                                                                     |                |          |                   |
| 26 | 5    | 小夜曲     | 瑞克·華萊士       | 布萊恩·彼得森、凱利·薩德斯                                          | 2002年10月22日 | 175055   | 8.3               |
| 拉娜在前去她父母親的墳墓時，發現了一首留給她的情詩。這首詩由一名名叫拜倫·摩爾（Byron Moore，西恩·法瑞斯飾演）的男孩撰寫，他的父母從不允許他離開家中。克拉克與拉娜懷疑拜倫被虐待，但當警方登門拜訪時，他的父母表示他早就過世了。隔天，克拉克和彼得偷偷進入拜倫家中，發現拜倫被鎖在地下室。當拜倫照到陽光時，他變成一個擁有超人力量的暴力生物。據拜倫的母親透露，拜倫患有一種致命的疾病，且是李涅掌管的路瑟公司的其中一項計畫的實驗品之一。拜倫去找李涅，克拉克緊跟在後，把他扔在一個廢棄的井裡，讓他照不到陽光。克拉克將拜倫送往醫院。同時，瑪莎決定去擔任李涅的私人助理，讓強納森和克拉克感到十分不捨。                                                       |      |            |                   |                                                                     |                |          |                   |
| 27 | 6    | 回家       | 克里斯·朗         | 羅素·福瑞德、蓋瑞特·勒納                                            | 2002年10月29日 | 227621   | 8.2               |
| 校內舉辦游泳比賽時，一名學生突然沉入水底，當克拉克把他救起來時，他已經老了60多歲。克拉克和克洛決定著手展開調查。他們發現了另一名學生克莉絲·派克（Chrissy Parker，瑪姬·勞森飾演）80年來周遭發生的種種類似事件，推斷她為了永保青春而從他人身上吸取生命力。克莉絲跟蹤新校長，克拉克及時抵達阻止了她。沒有新的受害者，克莉絲的身體開始急速衰老，化為灰燼。同時，相信自己父母是一對幸福的夫妻的拉娜，發現自己的母親與一名身分不明的男子的親密合照。拉娜請求萊克斯調查，最終發現這名男人可能是她的生父。 |      |            |                   |                                                                     |                |          |                   |
| 28 | 7    | 血缘       | 格雷格·貝蒙       | 電視劇：肯尼斯·比勒 故事：阿爾弗雷德·高夫、麥爾斯·米勒              | 2002年11月5日  | 175056   | 9.4               |
| 名叫瑞秋·鄧李維（Rachel Dunleavy，布萊爾·布朗飾演）的婦人聲稱自己是克拉克的生母，而李涅是他的生父。克拉克發現了他收養過程的真相。克拉克駁回了他的說法，但瑞秋透過法律要求進行DNA試驗。克拉克與彼得潛入試驗DNA的實驗室，將其與彼得的口水掉包，使檢驗人員不知道他並非人類的真相。當結果非她所預期時，瑞秋綁架了萊克斯，努力逼迫李涅承認他與她的關係，且克拉克是他們的私生子。瑞秋在目睹前來營救萊克斯的克拉克的能力後，終於得知克拉克並非她的兒子。李涅後來對萊克斯坦承，他的確有過一名私生子，但在嬰兒時期便過世了。後來，李涅看著一只小盒子和一名男孩的照片。同時，拉娜找到了照片中的男人亨利·史摩（Henry Small），史摩最終同意進行DNA試驗，以確認自己究竟是不是拉娜的生父。 |      |            |                   |                                                                     |                |          |                   |
| 29 | 8    | 萊恩回來了 | 特倫斯·奧哈拉     | 菲利普·李文斯                                                       | 2002年11月12日 | 175057   | 7.4               |
| 萊恩（，曾出現在第一季的劇集《迷途的羔羊》中）的阿姨因無法承受他的秘密而放棄了他。在接到萊恩的求救電話後，克拉克從一家研究機構夏之森（Summerholt）救出了被當作研究對象的萊恩，並將他帶回斯莫維爾鎮。克拉克很快便發現，萊恩的大腦裡長了腫瘤，活不久了。克拉克試了各種方法來挽救萊恩的性命，最終仍然無力回天。 |      |            |                   |                                                                     |                |          |                   |
| 30 | 9    | 二重化身   | 克雷格·查斯克     | 馬克·佛海登                                                         | 2002年11月19日 | 175058   | 8.3               |
| 資優生伊恩·藍道（Ian Randall，喬納森·泰勒·托馬斯飾演）擁有分裂出多個自己的能力。他利用自己的能力同時接受多項額外課程，並同時與拉娜和克洛約會。克拉克和彼得揭發了他的秘密，使他決定下手殺了拉娜與克洛。克拉克阻止了伊恩。同時，萊克斯參加了情緒管理的課程，並在那裡遇見了海倫·布萊斯醫生（Dr. Helen Bryce），對她頗有好感。 |      |            |                   |                                                                     |                |          |                   |
| 31 | 10   | 化獸人     | 瑪莉塔·葛拉比亞克 | 電視劇：布萊恩·彼得森、凱利·薩德斯 故事：馬克·沃蕭                  | 2002年11月26日 | 175059   | 8.6               |
| 克拉克陷入了位於路德公司的工地下的一座原住民洞穴科瓦奇洞穴（Kawatche Caves），並在洞穴牆壁上發現氪星符號。克拉克從當地的原住民約瑟夫·威洛布魯克（Joseph Willowbrook）和他的孫女凱拉（Kyla）口中得知了原住民流傳的傳說——一位身懷超能力的英雄納曼（Naman）將拯救世界，讓克拉克開始懷疑自己是否正是傳說中的納曼。為了拯救洞穴，凱拉試圖使用她的能力——變化成動物——來趕跑路德公司，但在攻擊李涅時因受重傷而死。 |      |            |                   |                                                                     |                |          |                   |
| 32 | 11   | 同面異心   | 威廉·蓋瑞提       | 陶德·史拉夫金、戴倫·史維莫                                          | 2003年1月14日  | 175060   | 7.3               |
| 惠特尼·福特曼回到了斯莫維爾鎮，並聲稱在出任務時受傷而失去部分記憶。因此，他試圖與拉娜繼續交往，並不記得拉娜寄去的分手信。由於不忍心傷害他，拉娜便順著惠特尼的意與他繼續交往，但克拉克發現，惠特尼實際上是由蒂娜·格里爾（Tina Greer，曾出現在第一季的劇集《X光》）所假扮的。當克拉克與蒂娜對峙時，蒂娜用隕石使他無力。克拉克在地窖動彈不得，但太空船救了他，消除了隕石對他的影響。在打鬥中，蒂娜不慎被一根突出物貫穿胸膛而死。隨後，眾人得知了真正的惠特尼陣亡的消息。 |      |            |                   |                                                                     |                |          |                   |
| 33 | 12   | 背叛       | 詹姆斯·馬歇爾     | 肯尼斯·比勒、傑夫·羅伯                                              | 2003年1月21日  | 175062   | 6.6               |
| 萊克斯在一場競標中敗給李涅，並發現他的辦公室裡裝滿了竊聽裝置。萊克斯聘請人來在路德公司總部裝設竊聽器，但當他得知瑪莎和李涅即將到達時命令他們終止行動。然而，受僱的團隊不打算空手而回，企圖搶走保險箱內的物品，不願中止，挾持了前來的瑪莎和李涅。瑪莎在成為人質的同時發現，李涅持續暗中調查克拉克，將克拉克的資料存放在保險箱中。克拉克趕來，瑪莎偷偷要他燒毀那些資料。瑪莎還順手偷走了八角盤，在事後將它藏在廚房的麵粉罐中。 |      |            |                   |                                                                     |                |          |                   |
| 34 | 13   | 疑犯       | 格雷格·貝蒙       | 馬克·佛海登、菲利普·李文斯                                          | 2003年1月28日  | 175061   | 7.5               |
| 李涅在路德豪宅中被人槍擊，性命垂危。嫌犯有好幾人，且每人皆有動機置李涅於死地，而其中就屬在卡車上被發現時，不省人事、手持一把槍的強納森嫌疑最大。經克拉克和彼得調查後，發現真正的兇手其實是伊森警官（Sheriff Ethan）。伊森為了脫離李涅的掌控而試圖殺死他。 |      |            |                   |                                                                     |                |          |                   |
| 35 | 14   | 膽大包天   | 瑞克·羅森塔爾     | 陶德·史拉夫金、戴倫·史維莫                                          | 2003年2月4日   | 175063   | 8.1               |
| 寄生蟲從彼得和克洛的頸部鑽入體內，使他們的腎上腺素過量分泌。這會導致人們開始從事危險的行為。同時，克拉克終於開口約拉娜去約會，此舉使克洛妒意大發。彼得使用紅色隕石，讓克拉克加入他們的行列。克洛與克拉克發生親密關係，隕石在過程中湊巧離開了克拉克身旁，使他恢復理性。克拉克送他的兩個朋友去醫院，但這毀了他與拉娜的約會。萊克斯聘請研究古文字的權威佛雷德瑞克·華登博士（Dr. Frederick Walden），來翻譯科瓦奇洞穴壁上的神祕文字。 |      |            |                   |                                                                     |                |          |                   |
| 36 | 15   | 浪子       | 格雷格·貝蒙       | 布萊恩·彼得森、凱利·薩德斯                                          | 2003年2月11日  | 175064   | 7.4               |
| 萊克斯發現他的同父異母兄弟盧卡斯（Lucas）還活著。李涅一直監視著盧卡斯，並利用他來謀取萊克斯的資產，徹底擊垮萊克斯。身無分文且無家可歸的萊克斯借宿在克拉克家。盧卡斯對李涅的計劃感到不滿，且發現李涅其實沒瞎，他一直瞞著眾人。萊克斯精心設下的陷阱刺戳破了李涅的謊言，進而拿回了自己的資產。 |      |            |                   |                                                                     |                |          |                   |
| 37 | 16   | 熱病       | 比爾·蓋瑞提       | 馬修·奧村                                                           | 2003年2月18日  | 175065   | 7.9               |
| 一直藏匿太空船鑰匙的瑪莎，在一次吸入隕石的粉塵時變得極度虛弱，一度停止呼吸。肯特牧場被封鎖，鑰匙被疾管局發現。同樣吸入隕石粉塵的克拉克也生病了。克拉克昏睡時，克洛讀了一封描述她真實感情的信，但克拉克在夢中喃喃念著拉娜的名字使克洛奪門而出。在驗血後，海倫·布萊斯醫生發現克拉克絕非平常人。強納森與克拉克開啟太空船來治癒克拉克與瑪莎。在瑪莎住院的同時，眾人得知了她懷孕的消息。 |      |            |                   |                                                                     |                |          |                   |
| 38 | 17   | 羅塞塔石碑 | 詹姆斯·馬歇爾     | 阿爾弗雷德·高夫、麥爾斯·米勒                                        | 2003年2月25日  | 175066   | 8.7               |
| 克拉克決定將鑰匙放入洞穴中的一個槽中。放上鑰匙後，那面牆灌輸克拉克解讀那些文字的能力。華登博士發現了鑰匙，並使用了它，然而龐大的資訊使他昏迷不醒。在家中，克拉克無故使用了能力，在穀倉上燒出一個符號。克拉克與維吉爾·史皇博士（Dr. Virgil Swann，克里斯多福·李維飾演）聯繫，他告訴了克拉克有關克拉克的星球——氪星的事。克拉克與強納森使用太空船的鑰匙啟動太空船，發現了一個克拉克的生父留下的隱藏訊息——克拉克的命運是征服地球。 |      |            |                   |                                                                     |                |          |                   |
| 39 | 18   | 外星訪客   | 瑞克·羅森塔爾     | 菲利普·李文斯                                                       | 2003年4月15日  | 175067   | 5.9               |
| 克拉克的同學賽勒斯（Cyrus）有著非比尋常的能力。克拉克發現，賽勒斯自認是在流星雨時落在地球上的外星人，導致他相信史皇博士的說法——克拉克是地球上唯一的氪星人——是錯誤的。賽勒斯建造了傳輸塔，打算與身在外星球的生父生母聯繫；但多項證據皆證實，賽勒斯只是一名人類。 |      |            |                   |                                                                     |                |          |                   |
| 40 | 19   | 懸崖勒馬   | 湯瑪斯·J·懷特     | 克林·卡本特                                                         | 2003年4月22日  | 175068   | 6.7               |
| 拉娜被安迪·康納斯（Andy Conners）騷擾，克拉克一怒之下將他打成重傷。當克拉克得知自己被起訴時，克拉克開始懷疑自己的本性，同時試著找方法和解。後來，克拉克發現，安迪所受的傷是偽造出來的。克拉克與克洛構思了一個計劃——透過拉娜來揭露安迪。同時，海倫的前男友保羅（Paul）來到斯莫維爾鎮，打算贏回她的芳心。保羅將海倫關在病理間，並傷了她。萊克斯憑藉著自己的力量伸張了正義。最後，萊克斯向海倫求婚。 |      |            |                   |                                                                     |                |          |                   |
| 41 | 20   | 目擊證人   | 瑞克·華萊士       | 馬克·佛海登                                                         | 2003年4月29日  | 175069   | 6.5               |
| 斯莫維爾高中的棒球員艾瑞克·馬什（Eric Marsh）與另外兩名同夥洗劫了路德公司的運輸車，並偷走了一批精煉出來的隕石磚。克拉克出手阻止，但打不過他們。經後來的調查，艾瑞克和他的同夥持續製作液態的隕石，若將其吸入體內，便能擁有極大的力氣。強納森安慰並提醒了沮喪克拉克，儘管艾瑞克他們力大無窮，但他們沒有克拉克的其他能力。最後，克拉克成功制伏了三人。同時，李涅提供克洛主編的校刊《火炬》（Torch）資金，並在《星球日報》為她設立了一個專欄。 |      |            |                   |                                                                     |                |          |                   |
| 42 | 21   | 加速       | 詹姆斯·馬歇爾     | 電視劇：布萊恩·彼得森、凱利·薩德斯 故事：陶德·史拉夫金、戴倫·史維莫 | 2003年5月6日   | 175070   | 7.0               |
| 拉娜認為自己看見了鬼——六年前死去的兒時玩伴艾蜜莉·伊娃·丹斯莫（Emily Eve Dinsmore）再次出現在她面前。克拉克自己也親眼看到了她。艾蜜莉有著非比尋常的移動速度，讓人有她瞬間消失的感覺。經過調查，克拉克發現艾蜜莉的父親利用隕石複製了已死去的艾蜜莉。複製人艾蜜莉的缺點是沒有是非對錯的觀念，險些殺死拉娜。克拉克到場救起了拉娜。同時，萊克斯開始準備與海倫的婚禮。 |      |            |                   |                                                                     |                |          |                   |
| 43 | 22   | 宣招       | 特倫斯·奧哈拉     | 肯尼斯·比勒                                                         | 2003年5月13日  | 175071   | 7.1               |
| 華登博士醒了過來，並告訴萊克斯與李涅，克拉克是個需要立即殺死的外星人。拉娜顧及與克洛的友誼而對克拉克的戀情有所保留。在萊克斯的婚禮彩排的同時，克拉克與試圖殺死他的華登博士交手。最後，華登博士意外被炸死。拉娜來到肯特農場。克洛目睹了克拉克與拉娜接吻的畫面後淚流滿面，快步離開。克拉克聽見了來自地窖的神祕聲音。 |      |            |                   |                                                                     |                |          |                   |
| 44 | 23   | 出走       | 格雷格·貝蒙       | 阿爾弗雷德·高夫、麥爾斯·米勒                                        | 2003年5月20日  | 175072   | 7.5               |
| 克拉克的生父喬·艾爾的意識告訴克拉克，他必須離開斯莫維爾鎮。因不想離開朋友及家人，克拉克偷走李涅用隕石製成的太空船鑰匙，並用其啟動太空船，藉此摧毀它。太空船爆炸引發的衝擊使在路上的強納森與瑪莎翻車，瑪莎因此流產。悲痛的克拉克使用紅色隕石，決定離開斯莫維爾鎮。在前往蜜月旅行的地點時，萊克斯醒來發現飛機正在下墜，而海倫與機組人員皆消失無蹤。 |      |            |                   |                                                                     |                |          |                   |

## 播出與反響
第二季的收視率較上一季高出了23%。除此之外，該季還超越了《第七天堂》，成為WB電視台最受歡迎的節目。對此，高夫功不可沒。他貢獻的方面包含克拉克與父母間的互動——該部分為全季裡的一大亮點——及改善過度使用「每集反派」的情形。第二季的每集平均收視人次達630萬人，超越第一季的590萬人。該季在根據尼爾森收視率列出的收視人次排名中名列第113名，優於上一季的第115名。第4集《紅色氪石》、第17集《羅塞塔石碑》及季終集《出走》名列The Futon Critic網站於2002年及2003年評選的「前50部最佳劇集」列表，《紅色氪石》名列第9名，《羅塞塔石碑》名列第22名，而《出走》則名列第35名。
在2003年青少年票選獎頒獎典禮上，湯姆·威靈與克莉斯汀·克魯克分別入圍了「電視票選獎：最佳男演員」及「電視票選獎：最佳女演員」；艾莉森·麥克與麥可·羅森巴姆雙雙奪下「電視票選獎：最佳死黨」的提名，而該季則入圍了「電視票選獎：動作/冒險類劇集」。2004年，《羅塞塔石碑》獲雨果獎最佳戲劇表現獎提名，而在集數《加速》中飾演艾蜜莉·丹斯莫的女演員喬黛爾·佛蘭則入圍了青年藝術家獎。

## 商業搭配與家庭媒體
自該季起，WB電視台開始推出一系列迷你劇《克洛編年史》（Chloe Chronicles），由艾莉森·麥克飾演的角色克洛·蘇利文擔任主角。該系列的用意在於補齊《超人前傳》中「未了的部分」。在第一集中，克洛調查了俄爾·堅金（Earl Jenkins）——曾在第一季的集數《守門人》（Jitters）出場，挾持了克洛與她的同學——的死因:154–155。該集於2003年4月29日至5月20日播出，僅有美國線上（AOL）的用戶能觀賞。在北美，第二季的完整版DVD於2004年5月18日上市。此外，第二季的DVD版本還分別於2004年9月17日和2005年1月1日在區域2及區域4發行。DVD套裝包含多則特別收錄，如劇集評論、《克洛編年史》、特效解說及有關該季演員克里斯多福·李維的紀錄片等。第二季及第三季的DVD於第31屆土星獎上榮獲最佳電視劇DVD獎。